# Geparang
Geparang is een bestuurslaag in het regentschap Purworejo van de provincie Midden-Java, Indonesië. Geparang telt 1483 inwoners (volkstelling 2010).